# 根岸宏
根岸 宏（ねぎし ひろし）は日本のカメラマン。日本映画学校（現・日本映画大学）
卒業。日本映画撮影監督協会技術委員、日本映画テレビ技術協会会員。
誕生日は9月14日 出身は兵庫県

## 略歴
日本映画学校卒業後、映画機材レンタル会社で研修し、フリー撮影アシスタントとしてテレビCMの撮影に参加。映画、プロモーションビデオ、グラフィックなどの撮影でもアシスタントを勤め、カメラマンとして活動を開始。2007年にONION Pictureを立ち上げる。
| スタブアイコン | サブスタブ | この項目は、まだ閲覧者の調べものの参照としては役立たない、人物に関連した書きかけの項目です。この項目を加筆・訂正などしてくださる協力者を求めています（P:人物伝/PJ:人物伝）。 |